# Буцька Катерина Петрівна
Катери́на Петрі́вна Буцька́ (нар. 2 квітня 1988, Київ) — українська акторка кіно та дубляжу.

## Біографія
Народилася 2 квітня 1988 року в Києві у родині Вікторії (нар. 1963) та Петра Буцьких (нар. 1960). Має молодшого брата Юрія (нар. 1998).
Закінчила Академію мистецтв (театральний факультет; спеціальна акторка театру та кіно).
Викладачка акторської майстерності, а також НАКККіМ за спеціальністю менеджер соціокультурної діяльності.
Працює у дубляжі з 2009 року. У серіалі «Дефективи» виконала роль Мольфарки Адель.
Одружена з звукорежисером Дмитром Мялковським (нар. 1986). Має двох дітей: Валерію (нар. 2014) та Івана (нар. 2020).

## Творчість
Знімалася в фільмах та серіалах. Дублювала та озвучила тисячі ролей українською і російською мовами. На разі російською мовою дикторством не займається. Також вона озвучує рекламні ролики.

### Фільмографія
- «Віра, надія, любов» (2010)
- «Черговий лікар» (2016—2019)
- «Вікно життя-2» (2017)
- «СуперКопи» (2017)
- «Дефективи» (головна роль, 2017—2020)
- «Швидка» (2019)
- «Жіночий лікар-4» (2020)
- «Лікарка за покликанням» (2024)

### Дублювання та озвучування
Тисячі ролей українською та російською для студій та телеканалів «1+1», «Новий канал», «ТРК Україна» та інших.

#### Українською мовою
- Опер за викликом — (дубляж, Студія 1+1)
- Дівчата з Еквестрії (3—5 частини) — Сансет Шиммер (дубляж, Студія 1+1)
- Губка Боб Квадратні Штани — Карен Планктон (дубляж, Студія 1+1)
- Бейблейд Вибух: Еволюція — Кріс (дубляж, Студія 1+1)
- Неймовірні пригоди Блінкі Білла — (дубляж, Студія 1+1)
- Расті-механік — (дубляж, Студія 1+1)
- Інфініті Надо — (дубляж, Студія 1+1)
- Мама — (дубляж, Студія 1+1)
- Моє чуже життя — (дубляж, Студія 1+1)
- Нескінченне кохання — (дубляж, Студія 1+1)
- Я кажу так — (дубляж, Студія 1+1)
- Атлантида (1 сезон) — (дубляж, Студія 1+1)
- Інша жінка — (дубляж, Студія 1+1)
- Кохання проти долі — (дубляж, Студія 1+1)
- Уламки щастя — (дубляж, Студія 1+1)
- Наші пані у Варшаві — (дубляж, Студія 1+1)
- Корольок — пташка співоча — Феріде (дубляж, Студія 1+1)
- Заборонене кохання — Біхтер Йореоглу (дубляж, Студія 1+1)
- Чорна троянда — (дубляж, Студія 1+1)
- Моя кохана Діла — (дубляж, Студія 1+1)
- Сила кохання Феріхи — (дубляж, Студія 1+1)
- Фатмагюль — Фатмагюль (дубляж, Студія 1+1)
- Асі — (дубляж, Студія 1+1)
- Жінка — (дубляж, Студія 1+1)
- Вітер кохання — (дубляж, Студія 1+1)
- Наречена зі Стамбула — (дубляж, Студія 1+1)
- Сила. Повернення додому — (дубляж, Студія 1+1)
- Симфонія кохання — (дубляж, Студія 1+1)
- Любов та покарання — (дубляж, Студія 1+1)
- Величне століття. Роксолана — (дубляж, Студія 1+1)
- Величне століття. Нова володарка — (дубляж, Студія 1+1)
- Крилаті рятівники — (дубляж, Студія 1+1)
- Пригоди мишеняти — (дубляж, Студія 1+1)
- Дружба — це диво (5—9 сезони) — (дубляж, Студія 1+1)
- Дружба — це диво: Мандрівка Рейнбоу — (дубляж, Студія 1+1)
- Ніндзяґо: Майстри Спінджицу — Гарумі, Кваєт Ван (дубляж, Студія 1+1)
- Невмаговні друзяки — Пікл (дубляж, Студія 1+1)
- Ліло і Стіч — Нані (дубляж, Студія 1+1)
- Суперкрила Джетт і його друзі — (дубляж, Студія 1+1)
- Білка і Стрілка. Пустотлива сімейка — Білка (дубляж, Студія 1+1)
- Друзі — Емма, епізоди (дубляж, Студія 1+1)
- Шахерезада: Нерозказані історії — Шехерезада (дубляж, Студія 1+1)
- Літтл Чармерс — Лавендер (дубляж, Студія 1+1)
- Щенячий патруль — (дубляж, Студія 1+1)
- Елвін і бурундуки — Джанет, інші (дубляж, Студія 1+1)
- Снігова Королева — Донька отаманші, Уна (дубляж, Студія 1+1)
- Маленький зоомагазин — Пенні Лінг (дубляж, Студія 1+1)
- Фінеас і Ферб — Ванесса Дуфеншмірц (2, 4 сезони) (дубляж, Студія 1+1)
- Закон Майло Мерфі — (дубляж, Студія 1+1)
- Леді-Баг і Супер-Кіт — (дубляж, Студія 1+1)
- Смішарики: Пін-код — Нюша (дубляж, Студія 1+1)
- Смішарики. Нові пригоди — Нюша (дубляж, Студія 1+1)
- Стюарт Літтл 2 — Маргало (дубляж, Студія 1+1)
- Ласкаво просимо або сусідам вхід заборонено — (дубляж, Студія 1+1)
- Маленькі таємниці — Арзу Альпаслан (дубляж, Студія 1+1)
- Напролом — (дубляж, Студія 1+1)
- Аладін — (дубляж, Студія 1+1)
- 127 годин — (дубляж, Студія 1+1)
- Неможливе — (дубляж, Студія 1+1)
- Офіціантка — (дубляж, Студія 1+1)
- Чорний лебідь — (дубляж, Студія 1+1)
- Тіло Дженніфер — (дубляж, Студія 1+1)
- Білий полон — (дубляж, Студія 1+1)
- Білосніжка — (дубляж, Студія 1+1)
- Спляча красуня (2009) — (дубляж, Студія 1+1)
- Соляна принцеса — (дубляж, Студія 1+1)
- Лускунчик і мишачий король — (дубляж, Студія 1+1)
- Осляча шкура — (дубляж, Студія 1+1)
- Друге весілля — (дубляж, Студія 1+1)
- Рейган — (дубляж, Студія 1+1)
- Шерлок: Бридка наречена — (дубляж, Студія 1+1)
- Кіт у чоботях — (дубляж, Студія 1+1)
- Диявол з трьома золотими волосинами — (дубляж, Студія 1+1)
- Мільйонер із нетрів — (дубляж, Студія 1+1)
- Барбі (збірка мультфільмів) — (дубляж, Студія 1+1)
- Неймовірний Халк — (новий дубляж, Студія 1+1)
- Дев'ятий округ — (новий дубляж, Студія 1+1)
- Льодовиковий період 2 — (новий дубляж, Студія 1+1)
- Джеймс Бонд (збірка фільмів) — (багатоголосе закадрове озвучення, Студія 1+1)
- Американська сімейка — (багатоголосе закадрове озвучення, Студія 1+1)
- Останній справжній чоловік — (багатоголосе закадрове озвучення, Студія 1+1)
- Рапунцель — (багатоголосе закадрове озвучення, Студія 1+1)
- Русалонька — (багатоголосе закадрове озвучення, Студія 1+1)
- Рання пташка — (багатоголосе закадрове озвучення, Студія 1+1)
- Материк — (багатоголосе закадрове озвучення, Студія 1+1)
- Стукачка — (багатоголосе закадрове озвучення, Студія 1+1)
- Розвідка — (багатоголосе закадрове озвучення, Студія 1+1)
- Людина листопада — (багатоголосе закадрове озвучення, Студія 1+1)
- Покемон: Герої Латіос і Латіас — (багатоголосе закадрове озвучення, Студія 1+1)
- Світ Вінкс — (багатоголосе закадрове озвучення, Студія 1+1)
- Південний парк — (багатоголосе закадрове озвучення, Студія 1+1)
- Бруклін 9-9 — (багатоголосе закадрове озвучення, Студія 1+1)
- Труднощі асиміляції — (багатоголосе закадрове озвучення, Студія 1+1)
- Великий майстер — (багатоголосе закадрове озвучення, Студія 1+1)
- Сафарі — (багатоголосе закадрове озвучення, Студія 1+1)
- Лікар мафії — (багатоголосе закадрове озвучення, Студія 1+1)
- Принц-жабеня — (багатоголосе закадрове озвучення, Студія 1+1)
- Білявка в законі 2 — (багатоголосе закадрове озвучення, Студія 1+1)
- Божевільне побачення — (багатоголосе закадрове озвучення, Студія 1+1)
- Діти шпигунів 4D — (багатоголосе закадрове озвучення, Студія 1+1)
- Просто немає слів — (багатоголосе закадрове озвучення, Студія 1+1)
- Нене — (багатоголосе закадрове озвучення, Студія 1+1)
- Шопо-коп — (багатоголосе закадрове озвучення, Студія 1+1)
- Іштар — (багатоголосе закадрове озвучення, Студія 1+1)
- Ти — найгірший — (багатоголосе закадрове озвучення, Студія 1+1)
- Життя гірше за звичайне — (багатоголосе закадрове озвучення, Студія 1+1)
- Скарб — (багатоголосе закадрове озвучення, Студія 1+1)
- Лурд — (багатоголосе закадрове озвучення, Студія 1+1)
- Межа — (багатоголосе закадрове озвучення, Студія 1+1)
- Поміж — (багатоголосе закадрове озвучення, Студія 1+1)
- Помста — (багатоголосе закадрове озвучення, Студія 1+1)
- Ноторіус — (багатоголосе закадрове озвучення, Студія 1+1)
- Остання пісня — (багатоголосе закадрове озвучення, Студія 1+1)
- Поза законом — (багатоголосе закадрове озвучення, Студія 1+1)
- Залізний кулак — (багатоголосе закадрове озвучення, Студія 1+1)
- Потрійний форсаж: Токійський дрифт — (багатоголосе закадрове озвучення, Студія 1+1)
- Спляча красуня (2011) — (багатоголосе закадрове озвучення, Студія 1+1)
- К-9: Різдвяні канікули — (багатоголосе закадрове озвучення, Студія 1+1)
- Болота — (багатоголосе закадрове озвучення, Студія 1+1)
- Борджія — (багатоголосе закадрове озвучення, Студія 1+1)
- Не відпускай мене — (багатоголосе закадрове озвучення, Студія 1+1)
- Прощавай, моя королево! — (багатоголосе закадрове озвучення, Студія 1+1)
- Імперія — (багатоголосе закадрове озвучення, Студія 1+1)
- 27 весіль — (багатоголосе закадрове озвучення, Студія 1+1)
- Найдовший тиждень — (багатоголосе закадрове озвучення, Студія 1+1)
- Морський піхотинець 3 — (багатоголосе закадрове озвучення, Студія 1+1)
- Любий, ми переїжджаємо — (багатоголосе закадрове озвучення, Студія 1+1)
- Вечірній квартал — (багатоголосе закадрове озвучення, Студія 1+1)
- Жіночий квартал — (багатоголосе закадрове озвучення, Студія 1+1)
- Бандити — (нове багатоголосе закадрове озвучення, Студія 1+1)
- Легенда: Гробниця дракона — всі жіночі ролі (двоголосе закадрове озвучення, Студія 1+1)
- Під прицілом — всі жіночі ролі (двоголосе закадрове озвучення, Студія 1+1)
- Сталевий світанок — всі жіночі ролі (двоголосе закадрове озвучення, Студія 1+1)
- Сліпа — диктор (озвучення, Студія 1+1)
- Міняю жінку — (озвучення, 1+1 Продакшн на замовлення 1+1)
- Одруження наосліп — (озвучення, 1+1 Продакшн на замовлення 1+1)
- Сімейні мелодрами — (озвучення, 1+1 Продакшн на замовлення 1+1)
- Більше, ніж життя — (дубляж, Інтер)
- Дієві ліки — (дубляж, Інтер)
- Острови — всі жіночі ролі (двоголосе закадрове озвучення, НТН)
- Будинок проклятих — (багатоголосе закадрове озвучення, К1)
- Журнал мод — (багатоголосе закадрове озвучення, Новий канал)
- Іствік — (багатоголосе закадрове озвучення, Новий канал)
- Щоденники вампіра — (багатоголосе закадрове озвучення, Новий канал)
- Дві дівчини без копійчини — (багатоголосе закадрове озвучення, Новий канал)
- Дрейк і Джош — (багатоголосе закадрове озвучення, Новий канал)
- Хроніки Шаннари — (багатоголосе закадрове озвучення, Новий канал)
- Трейсери — (багатоголосе закадрове озвучення, Новий канал)
- Переростки — всі жіночі ролі (двоголосе закадрове озвучення, Новий канал)
- У Філадельфії завжди сонячно (4 сезон) — всі жіночі ролі (двоголосе закадрове озвучення, Новий канал)
- Око — всі жіночі ролі (двоголосе закадрове озвучення, Новий канал)
- Завжди кажи «Так» — всі жіночі ролі (двоголосе закадрове озвучення, Новий канал)
- Елвін та бурундуки 2 — всі жіночі ролі (двоголосе закадрове озвучення, Новий канал)
- Джуманджі (фільм\мультсеріал) — всі жіночі ролі (двоголосе закадрове озвучення, Новий канал)
- Хроніки Нарнії — всі жіночі ролі (двоголосе закадрове озвучення, Новий канал)
- Хакер — всі жіночі ролі (двоголосе закадрове озвучення, Новий канал)
- Майстер Менні (1 сезон, з 7 серії) — всі жіночі ролі (двоголосе закадрове озвучення, Новий канал)
- Русалонька (3 сезон) — всі жіночі ролі (двоголосе закадрове озвучення, Новий канал)
- Черепашки-ніндзя (всі частини) — всі жіночі ролі (двоголосе закадрове озвучення, Новий канал)
- Принцеса-лебідь (всі частини) — всі жіночі ролі (двоголосе закадрове озвучення, Новий канал)
- Мінлива хмарність, часом фрикадельки — всі жіночі ролі (двоголосе закадрове озвучення, Новий канал)
- Скубі-Ду! Прокляття озерного монстра — всі жіночі ролі (двоголосе закадрове озвучення, Новий канал)
- Монстри проти прибульців — всі жіночі ролі (двоголосе закадрове озвучення, Новий канал)
- Дракула 2000 — всі жіночі ролі (двоголосе закадрове озвучення, Новий канал)
- Острів Нім — всі жіночі ролі (двоголосе закадрове озвучення, Новий канал)
- Скажені перегони — всі жіночі ролі (двоголосе закадрове озвучення, Новий канал)
- Якщо Люсі впаде — всі жіночі ролі (двоголосе закадрове озвучення, Новий канал)
- Баффало'66 — всі жіночі ролі (двоголосе закадрове озвучення, Новий канал)
- Давай сестро 2: Знову за старе — всі жіночі ролі (двоголосе закадрове озвучення, Новий канал)
- Солодка крихітка — всі жіночі ролі (двоголосе закадрове озвучення, Новий канал)
- Містична піца — всі жіночі ролі (двоголосе закадрове озвучення, Новий канал)
- Чорне золото — всі жіночі ролі (двоголосе закадрове озвучення, Новий канал)
- Стовпи Землі — всі жіночі ролі (двоголосе закадрове озвучення, Новий канал)
- Виховання почуттів — всі жіночі ролі (двоголосе закадрове озвучення, Новий канал)
- Артур — ідеальний мільйонер — всі жіночі ролі (двоголосе закадрове озвучення, Новий канал)
- Лицар доріг — (багатоголосе закадрове озвучення, ТРК Україна)
- Товариство — (багатоголосе закадрове озвучення, ТРК Україна)
- Травма — (багатоголосе закадрове озвучення, ТРК Україна)
- Світ забуття — (багатоголосе закадрове озвучення, ТРК Україна)
- Пригоди Роккі і Булвінкля — (багатоголосе закадрове озвучення, ТРК Україна)
- Біллі Елліот — (багатоголосе закадрове озвучення, ТРК Україна)
- Малхолланд Драйв — (багатоголосе закадрове озвучення, ТРК Україна)
- Форсаж 4 — (багатоголосе закадрове озвучення, ТРК Україна)
- Під шкірою — (багатоголосе закадрове озвучення, ТРК Україна)
- Контрабанда — (багатоголосе закадрове озвучення, ТРК Україна)
- Проект А (2 частини) — (багатоголосе закадрове озвучення, ТРК Україна)
- Переможці та грішники — (багатоголосе закадрове озвучення, ТРК Україна)
- Грімм — (багатоголосе закадрове озвучення, ТРК Україна)
- Третій зайвий — (багатоголосе закадрове озвучення, ТРК Україна)
- Без гальм — (багатоголосе закадрове озвучення, ТРК Україна)
- Чорне дзеркало — (багатоголосе закадрове озвучення, ТРК Україна)
- Смерть у мережі — (багатоголосе закадрове озвучення, ТРК Україна)
- Велика гра — (багатоголосе закадрове озвучення, ТРК Україна)
- Ідеальний голос — (багатоголосе закадрове озвучення, ТРК Україна)
- Не відступати і не здаватися — (багатоголосе закадрове озвучення, ТРК Україна)
- CSI: Місце злочину. Нью-Йорк — (багатоголосе закадрове озвучення, ТРК Україна)
- CSI: Місце злочину. Маямі — (багатоголосе закадрове озвучення, ТРК Україна)
- Закон і порядок: Спеціальний корпус — (багатоголосе закадрове озвучення, ТРК Україна)
- Втеча з Вегаса — (багатоголосе закадрове озвучення, ТРК Україна)
- Нікчемний я 2 — (багатоголосе закадрове озвучення, ТРК Україна)
- Правила зйому — (багатоголосе закадрове озвучення, ТРК Україна)
- Проблемна дитина — (багатоголосе закадрове озвучення, ТРК Україна)
- Мисливці на монстрів — (багатоголосе закадрове озвучення, ТРК Україна)
- Подружки нареченої — (багатоголосе закадрове озвучення, ТРК Україна)
- Секрет у їхніх очах — (багатоголосе закадрове озвучення, ТРК Україна)
- Факт чи вигадка: Паранормальні явища — (багатоголосе закадрове озвучення, ТРК Україна)
- Дракони: Перегони безстрашних — (багатоголосе закадрове озвучення, QTV)
- Робоцип — (багатоголосе закадрове озвучення, QTV)
- Сімейка Крудсів. Початок — (багатоголосе закадрове озвучення, QTV)
- Квантум Рей — всі жіночі ролі (двоголосе закадрове озвучення, QTV)
- Зоряний шлях: Ентерпрайз — всі жіночі ролі (двоголосе закадрове озвучення, QTV)
- Зоряний крейсер «Галактика» — всі жіночі ролі (двоголосе закадрове озвучення, QTV)
- Едгар і Елен — всі жіночі ролі (двоголосе закадрове озвучення, QTV)
- Зайцепорт — всі жіночі ролі (двоголосе закадрове озвучення, QTV)
- Скунс-Фу — всі жіночі ролі (двоголосе закадрове озвучення, QTV)
- Бакуган — всі жіночі ролі (двоголосе закадрове озвучення, QTV)
- Наруто: Ураганні хроніки — всі жіночі ролі (двоголосе закадрове озвучення, QTV)
- Триган — всі жіночі ролі (двоголосе закадрове озвучення, QTV)
- Манускрипт Ніндзя — всі жіночі ролі (двоголосе закадрове озвучення, QTV)
- Крутий учитель Онідзука — всі жіночі ролі (двоголосе закадрове озвучення, QTV)
- Гангрейв — всі жіночі ролі (двоголосе закадрове озвучення, QTV)
- Пірати чорної лагуни — всі жіночі ролі (двоголосе закадрове озвучення, QTV)
- Ельфійська пісня — всі жіночі ролі (двоголосе закадрове озвучення, QTV)
- Бліч — всі жіночі ролі (двоголосе закадрове озвучення, QTV)
- Самурай Чамплу — всі жіночі ролі (двоголосе закадрове озвучення, QTV)
- Євангеліон — всі жіночі ролі (двоголосе закадрове озвучення, QTV)
- Самурай Джек — всі жіночі ролі (двоголосе закадрове озвучення, QTV)
- Великий куш — всі жіночі ролі (двоголосе закадрове озвучення, QTV)
- Країна на смак — (озвучення, НСТУ)
- Настя — (дубляж, Студія ТВ+)
- Кінець світу — (багатоголосе закадрове озвучення, Студія ТВ+)
- Корпорація «Святі мотори» — (багатоголосе закадрове озвучення, Студія ТВ+)
- Від'вязні канікули — (багатоголосе закадрове озвучення, Студія ТВ+)
- Затока — (багатоголосе закадрове озвучення, Студія ТВ+)
- Ніхто не виживе — (багатоголосе закадрове озвучення, Студія ТВ+)
- Реальна любов — (багатоголосе закадрове озвучення, Студія ТВ+)
- 93-й рейс — (багатоголосе закадрове озвучення, Студія ТВ+)
- Громобій — (багатоголосе закадрове озвучення, Студія ТВ+ на замовлення ICTV)
- Гольф-клуб — (багатоголосе закадрове озвучення, Студія ТВ+ на замовлення ICTV)
- Клан Сопрано — Медоу Сопрано (багатоголосе закадрове озвучення, Студія ТВ+ на замовлення ICTV)
- Чорний дощ — (багатоголосе закадрове озвучення, Студія ТВ+ на замовлення ICTV)
- Кривавий спорт — (багатоголосе закадрове озвучення, Студія ТВ+ на замовлення ICTV)
- Всупереч смерті — (багатоголосе закадрове озвучення, Студія ТВ+ на замовлення ICTV)
- Гамбіт — всі жіночі ролі (двоголосе закадрове озвучення, Студія ТВ+ на замовлення ICTV)
- Добре на природі — всі жіночі ролі (двоголосе закадрове озвучення, Студія ТВ+ на замовлення ICTV)
- NCIS. Полювання на вбивцю — всі жіночі ролі (двоголосе закадрове озвучення, Студія ТВ+ на замовлення НТН)
- Подружжя з дітьми — всі жіночі ролі (двоголосе закадрове озвучення, Студія ТВ+ на замовлення ТЕТ)
- Модний вирок — всі жіночі ролі (двоголосе закадрове озвучення, Студія ТВ+ на замовлення ТЕТ)
- Дом 2 — всі жіночі ролі (двоголосе закадрове озвучення, Студія ТВ+ на замовлення ТЕТ)
- Форт Буаяр — всі жіночі ролі (двоголосе закадрове озвучення, Студія ТВ+ на замовлення ТЕТ)
- Звана вечеря — всі жіночі ролі (двоголосе закадрове озвучення, Студія ТВ+ на замовлення ТЕТ)
- Пустотливі пальчики — всі жіночі ролі (двоголосе закадрове озвучення, Студія ТВ+ на замовлення ТЕТ)
- Таємний знак — всі жіночі ролі (двоголосе закадрове озвучення, Студія ТВ+ на замовлення ТЕТ)
- Зірковий хлопчик — всі жіночі ролі (двоголосе закадрове озвучення, Студія ТВ+ на замовлення ТЕТ)
- Маленьке ведмежа — всі жіночі ролі (двоголосе закадрове озвучення, Студія ТВ+ на замовлення ТЕТ)
- Наложниця — (дубляж, Так Треба Продакшн на замовлення телекомпанії Інтер)
- Скандал (1—3 сезони) — (дубляж і багатоголосе закадрове озвучення, Так Треба Продакшн на замовлення телекомпанії Інтер)
- Історія попелюшки — (багатоголосе закадрове озвучення, Так Треба Продакшн на замовлення телекомпанії Інтер)
- Спустошене місто — (багатоголосе закадрове озвучення, Так Треба Продакшн на замовлення телекомпанії Інтер)
- Син Рембо — (багатоголосе закадрове озвучення, Так Треба Продакшн на замовлення телекомпанії Інтер)
- Фанфан-тюльпан — (багатоголосе закадрове озвучення, Так Треба Продакшн на замовлення телекомпанії Інтер)
- Життя по Джейн Остін — (багатоголосе закадрове озвучення, Так Треба Продакшн на замовлення телекомпанії Інтер)
- Коріолан — (багатоголосе закадрове озвучення, Так Треба Продакшн на замовлення телекомпанії Інтер)
- Між небом та землю — (багатоголосе закадрове озвучення, Так Треба Продакшн на замовлення телекомпанії Інтер)
- Поспішай кохати — (багатоголосе закадрове озвучення, Так Треба Продакшн на замовлення телекомпанії Інтер)
- Черговий тато: Літній табір — (багатоголосе закадрове озвучення, Так Треба Продакшн на замовлення телекомпанії Інтер)
- Джиммі Нейтрон: Геніальний хлопчик — (багатоголосе закадрове озвучення, Так Треба Продакшн на замовлення телекомпанії Інтер)
- Війна світів — (нове багатоголосе закадрове озвучення, Так Треба Продакшн на замовлення телекомпанії Інтер)
- Під куполом (1 сезон) — (дубляж, Так Треба Продакшн на замовлення НТН)
- Марія — (багатоголосе закадрове озвучення, Так Треба Продакшн на замовлення НТН)
- Зграя — (багатоголосе закадрове озвучення, Так Треба Продакшн на замовлення НТН)
- Джорджіно — (багатоголосе закадрове озвучення, Так Треба Продакшн на замовлення НТН)
- Шльoндра — (багатоголосе закадрове озвучення, Так Треба Продакшн на замовлення НТН)
- Той, що читає думки — (багатоголосе закадрове озвучення, Так Треба Продакшн на замовлення НТН)
- Демони Да Вінчі — (багатоголосе закадрове озвучення, Так Треба Продакшн на замовлення НТН)
- Таємниці Смолвіля — (багатоголосе закадрове озвучення, Так Треба Продакшн на замовлення К1)
- Родина напрокат — (багатоголосе закадрове озвучення, Так Треба Продакшн на замовлення К1)
- Джейн Ейр — (багатоголосе закадрове озвучення, Так Треба Продакшн на замовлення К1)
- Чикаго — (багатоголосе закадрове озвучення, Так Треба Продакшн на замовлення К1)
- Вікі, маленький вікінг — (багатоголосе закадрове озвучення, Так Треба Продакшн на замовлення К1)
- Брудне кохання — (багатоголосе закадрове озвучення, Так Треба Продакшн на замовлення К1)
- Коханець напрокат — (багатоголосе закадрове озвучення, Так Треба Продакшн на замовлення К1)
- Одержимість — (багатоголосе закадрове озвучення, Так Треба Продакшн на замовлення К1)
- Корабель — (багатоголосе закадрове озвучення, Так Треба Продакшн на замовлення К1)
- Інший я — (багатоголосе закадрове озвучення, Так Треба Продакшн на замовлення К1)
- Командний дух — (багатоголосе закадрове озвучення, Так Треба Продакшн на замовлення К1)
- Матч-Поінт — (багатоголосе закадрове озвучення, Так Треба Продакшн на замовлення К1)
- Протест юності — (багатоголосе закадрове озвучення, Так Треба Продакшн на замовлення К1)
- Жінки в біді — (багатоголосе закадрове озвучення, Так Треба Продакшн на замовлення К1)
- Повелитель стихій — (багатоголосе закадрове озвучення, Так Треба Продакшн на замовлення К1)
- Сніг (2 частини) — (багатоголосе закадрове озвучення, Так Треба Продакшн на замовлення К1)
- Слава — (багатоголосе закадрове озвучення, Так Треба Продакшн на замовлення К1)
- Без ансамбля — (багатоголосе закадрове озвучення, Так Треба Продакшн на замовлення К1)
- Ще один поцілунок — (багатоголосе закадрове озвучення, Так Треба Продакшн на замовлення К1)
- Круті дівчата — (багатоголосе закадрове озвучення, Так Треба Продакшн на замовлення К1)
- Більше ніж секс — (багатоголосе закадрове озвучення, Так Треба Продакшн на замовлення К1)
- Принцеса льоду — (багатоголосе закадрове озвучення, Так Треба Продакшн на замовлення К1)
- Провінціалка — (багатоголосе закадрове озвучення, Так Треба Продакшн на замовлення К1)
- Гімнастки — (багатоголосе закадрове озвучення, Так Треба Продакшн на замовлення К1)
- Безсмертні Таки — (багатоголосе закадрове озвучення, Так Треба Продакшн на замовлення К1)
- По той бік ліжка — (багатоголосе закадрове озвучення, Так Треба Продакшн на замовлення К1)
- Знайомство з Факерами 2 — (багатоголосе закадрове озвучення, Так Треба Продакшн на замовлення К1)
- Дванадцять — (багатоголосе закадрове озвучення, Так Треба Продакшн на замовлення К1)
- Мій пес Скіп — (багатоголосе закадрове озвучення, Так Треба Продакшн на замовлення К1)
- Прикинься моїм чоловіком — (багатоголосе закадрове озвучення, Так Треба Продакшн на замовлення К1)
- Наречена з того світу — (багатоголосе закадрове озвучення, Так Треба Продакшн на замовлення К1)
- Ще одна історія про Попелюшку — (багатоголосе закадрове озвучення, Так Треба Продакшн на замовлення К1)
- Дорога додому: Неймовірна подорож — (багатоголосе закадрове озвучення, Так Треба Продакшн на замовлення К1)
- Сабріна — юна відьма — (багатоголосе закадрове озвучення, Так Треба Продакшн на замовлення К1)
- Штучний розум — (нове багатоголосе закадрове озвучення, Так Треба Продакшн на замовлення К1)
- Сніговик — (нове багатоголосе закадрове озвучення, Так Треба Продакшн на замовлення К1)
- Декстер — (багатоголосе закадрове озвучення, Так Треба Продакшн на замовлення телеканалу Мега)
- Фізика чи хімія — (багатоголосе закадрове озвучення, Так Треба Продакшн на замовлення телеканалу Zoom)
- Чорна лагуна — (багатоголосе закадрове озвучення, Так Треба Продакшн на замовлення телеканалу Zoom)
- Дбайливі ведмедики. Країна добра — (дубляж, Так Треба Продакшн на замовлення Піксель TV)
- Нові пригоди Пітера Пена — Венді, Пітер, епізоди (дубляж, Так Треба Продакшн на замовлення Піксель TV)
- Міа та я — Міа (дубляж, Так Треба Продакшн на замовлення Піксель TV)
- Анджеліна-балерина — Анджеліна (дубляж, Так Треба Продакшн на замовлення Піксель TV)
- Смішарики — Нюша (дубляж, Так Треба Продакшн на замовлення Піксель TV)
- Програми «Baby TV» — (багатоголосе закадрове озвучення, Так Треба Продакшн на замовлення Піксель TV)
- Венді — (багатоголосе закадрове озвучення, Так Треба Продакшн на замовлення Піксель TV)
- Місто друзів — (багатоголосе закадрове озвучення, Так Треба Продакшн на замовлення Піксель TV)
- Пригоди здорової їжі — (багатоголосе закадрове озвучення, Так Треба Продакшн на замовлення Піксель TV)
- Рікша Раджу — (багатоголосе закадрове озвучення, Так Треба Продакшн на замовлення Піксель TV)
- Клампики — всі жіночі ролі (двоголосе закадрове озвучення, Так Треба Продакшн на замовлення Піксель TV)
- Манон — всі жіночі ролі (двоголосе закадрове озвучення, Так Треба Продакшн на замовлення Піксель TV)
- Пригоди Абні та Тіл — всі жіночі ролі (двоголосе закадрове озвучення, Так Треба Продакшн на замовлення Піксель TV)
- Малюк Джейк — (двоголосе закадрове озвучення, Так Треба Продакшн на замовлення Піксель TV)
- Тельмо та Тула — (двоголосе закадрове озвучення, Так Треба Продакшн на замовлення Піксель TV)
- Непереможний дракон — (багатоголосе закадрове озвучення, Так Треба Продакшн на замовлення ICTV)
- Механік — (багатоголосе закадрове озвучення, Так Треба Продакшн на замовлення ICTV)
- Початок — (багатоголосе закадрове озвучення, Так Треба Продакшн на замовлення ICTV)
- Куля в лоб — (багатоголосе закадрове озвучення, Так Треба Продакшн на замовлення ICTV)
- Шість куль — (багатоголосе закадрове озвучення, Так Треба Продакшн на замовлення ICTV)
- Дикість 2 — (нове багатоголосе закадрове озвучення, Так Треба Продакшн на замовлення ICTV)
- Вірю. Люблю. Сподіваюсь — (дубляж, Так Треба Продакшн на замовлення ТРК Україна)
- Жіночий лікар — (дубляж, Так Треба Продакшн на замовлення ТРК Україна)
- Кендімен — (багатоголосе закадрове озвучення, Так Треба Продакшн на замовлення ТРК Україна)
- Новобранець — (дубляж, Так Треба Продакшн на замовлення НЛО TV)
- Назад у майбутнє (3 частини) — (дубляж, Так Треба Продакшн на замовлення НЛО TV)
- Космічні яйця — (дубляж, Так Треба Продакшн на замовлення НЛО TV)
- Володарі Всесвіту — (дубляж, Так Треба Продакшн на замовлення НЛО TV)
- Кіборг — (дубляж, Так Треба Продакшн на замовлення НЛО TV)
- Поза часом — (дубляж, Так Треба Продакшн на замовлення НЛО TV)
- Еквілібріум — (дубляж, Так Треба Продакшн на замовлення НЛО TV)
- Місто гріхів — (дубляж, Так Треба Продакшн на замовлення НЛО TV)
- Від заходу до світанку (2—3 частини) — (дубляж, Так Треба Продакшн на замовлення НЛО TV)
- Розкрадачка гробниць: Лара Крофт — (новий дубляж, Так Треба Продакшн на замовлення НЛО TV)
- Гарфілд та його друзі — (багатоголосе закадрове озвучення, Так Треба Продакшн на замовлення НЛО TV)
- В очікуванні вічності — (багатоголосе закадрове озвучення, Так Треба Продакшн на замовлення НЛО TV)
- Агенти справедливості — (дубляж, Так Треба Продакшн на замовлення Індиго TV)
- Четверо танкістів і собака — (багатоголосе закадрове озвучення, Кіт)
- Королева півдня — всі жіночі ролі (двоголосе закадрове озвучення, Кіт)
- Галактичний футбол (2—3 сезони) — всі жіночі ролі (двоголосе закадрове озвучення, Кіт)
- Легенда про білосніжку — всі жіночі ролі (двоголосе закадрове озвучення, Кіт)
- Пісенька сонечка — всі жіночі ролі (двоголосе закадрове озвучення, Кіт)
- Алібі на продаж — всі жіночі ролі (двоголосе закадрове озвучення, Кіт)
- Злий геній — всі жіночі ролі (двоголосе закадрове озвучення, Кіт)
- Листи від Фелікса — всі жіночі ролі (двоголосе закадрове озвучення, Кіт)
- Шпигунство та змови — всі жіночі ролі (двоголосе закадрове озвучення, Кіт)
- Вершник правосуддя — всі жіночі ролі (двоголосе закадрове озвучення, Кіт)
- Земля 2050 — всі жіночі ролі (двоголосе закадрове озвучення, Кіт)
- Попелюшка — всі жіночі ролі (двоголосе закадрове озвучення, Кіт)
- Розлучення по-італійськи — всі жіночі ролі (двоголосе закадрове озвучення, Кіт)
- Операція «Святий Януарій» — всі жіночі ролі (двоголосе закадрове озвучення, Кіт)
- Джанго — всі жіночі ролі (двоголосе закадрове озвучення, Кіт)
- Майже, як люди — всі жіночі ролі (двоголосе закадрове озвучення, Кіт)
- Чорний корсар — всі жіночі ролі (двоголосе закадрове озвучення, Кіт)
- Правила сексу — всі жіночі ролі (двоголосе закадрове озвучення, Кіт)
- Пікнік — всі жіночі ролі (двоголосе закадрове озвучення, Кіт)
- Конформіст — всі жіночі ролі (двоголосе закадрове озвучення, Кіт)
- Солодке життя — всі жіночі ролі (двоголосе закадрове озвучення, Кіт)
- Марія Магдалена — всі жіночі ролі (двоголосе закадрове озвучення, Кіт)
- Дівчата війни — всі жіночі ролі (двоголосе закадрове озвучення, Кіт)
- Астерікс і Обелікс (збірка мультфільмів) — всі жіночі ролі (двоголосе закадрове озвучення, Кіт)
- Мачо на колесах — (дубляж, AAA-Sound)
- Статус: Update — (дубляж, AAA-Sound)
- 21 міст — (дубляж, AAA-Sound)
- 22 милі — (дубляж, AAA-Sound)
- Термінал — (дубляж, AAA-Sound)
- Пасажир — (дубляж, AAA-Sound)
- Патрік — (дубляж, AAA-Sound)
- Ібіца — (дубляж, AAA-Sound)
- Шибайголови — (дубляж, AAA-Sound)
- Три секунди — (дубляж, AAA-Sound)
- План втечі 3 — (дубляж, AAA-Sound)
- Падіння янгола — (дубляж, AAA-Sound)
- Офісний розковбас — (дубляж, AAA-Sound)
- Велика котяча втеча — (дубляж, AAA-Sound)
- SuperАлібі — (дубляж, AAA-Sound)
- Сім сестер — (дубляж, AAA-Sound)
- Таємний агент — (дубляж, AAA-Sound)
- Підводна ера — (дубляж, AAA-Sound)
- Тілоохоронець кілера — (дубляж, AAA-Sound)
- Вартові джунглів — (дубляж, AAA-Sound)
- Автобан — (дубляж, AAA-Sound)
- Тюльпанова лихоманка — (дубляж, AAA-Sound)
- Балерина — (дубляж, AAA-Sound)
- Дихай — (дубляж, AAA-Sound)
- Ману — (дубляж, AAA-Sound)
- Аксель — (дубляж, AAA-Sound)
- 1+1: Нова історія — (дубляж, AAA-Sound)
- І сміх, і гріх — (дубляж, AAA-Sound)
- Операція Ентеббе — (дубляж, AAA-Sound)
- Нація убивць — (дубляж, AAA-Sound)
- Шахрайки з Волл-стріт — (дубляж, AAA-Sound)
- Кохання не за розміром — (дубляж, AAA-Sound)
- Мара — (дубляж, AAA-Sound)
- М'ята — (дубляж, AAA-Sound)
- Зої — (дубляж, AAA-Sound)
- Хеллбой — (дубляж, AAA-Sound)
- Доміно — (дубляж, AAA-Sound)
- Кур'єр — (дубляж, AAA-Sound)
- Скайлайн 2 — (дубляж, AAA-Sound)
- Гноми вдома — (дубляж, AAA-Sound)
- Голос монстра — (дубляж, AAA-Sound)
- Дитячі ігри — (дубляж, AAA-Sound)
- Гра пам'яті — (дубляж, AAA-Sound)
- Тачка на мільйон — (дубляж, AAA-Sound)
- Біль та слава — (дубляж, AAA-Sound)
- Битва за землю — (дубляж, AAA-Sound)
- Смерть та життя Джона Ф. Донована — (дубляж, AAA-Sound)
- Вотергейт: Падіння білого дому — (дубляж, AAA-Sound)
- Ван Гог. На порозі вічності — (дубляж, AAA-Sound)
- 100 речей та нічого зайвого — (дубляж, AAA-Sound)
- Плейбой під прикриттям — (дубляж, AAA-Sound)
- 30 шалених бажань — (дубляж, AAA-Sound)
- Дуже погані матусі — (дубляж, AAA-Sound)
- Клуб молодих мільярдерів — (дубляж, AAA-Sound)
- Погоня за ураганом — (дубляж, AAA-Sound)
- Небезпечне завдання — (дубляж, AAA-Sound)
- Отруйна троянда — (дубляж, AAA-Sound)
- Стволи Акімбо — (дубляж, AAA-Sound)
- Рембо 5: Остання кров — (дубляж, AAA-Sound)
- Абсолютно нові пригоди Аладдіна — (дубляж, AAA-Sound)
- Ласкаво просимо до Акапулько — (дубляж, AAA-Sound)
- Снігові перегони — (дубляж, AAA-Sound)
- Червоні черевички та семеро гномів — (дубляж, AAA-Sound)
- За п'ять кроків до кохання — (дубляж, AAA-Sound)
- Еліот — найменше оленя Санти — (дубляж, AAA-Sound)
- Робінзон Крузо: Дуже заселений острів — (дубляж, AAA-Sound)
- Хоробре серце. Змова у королівстві — (дубляж, AAA-Sound)
- Урфін Джюс та його дерев'яні солдати — (дубляж, AAA-Sound)
- Екстаз — (багатоголосе закадрове озвучення, AAA-Sound)
- Відьми — (багатоголосе закадрове озвучення, AAA-Sound)
- Злий дух — (багатоголосе закадрове озвучення, AAA-Sound)
- Голодні Z — (багатоголосе закадрове озвучення, AAA-Sound)
- Оселя тіней — (багатоголосе закадрове озвучення, AAA-Sound)
- Колонія Дігнідад — (багатоголосе закадрове озвучення, AAA-Sound)
- Розбірка в Манілі — (багатоголосе закадрове озвучення, AAA-Sound)
- Проклятий будинок — (багатоголосе закадрове озвучення, AAA-Sound)
- Свята Агата — (багатоголосе закадрове озвучення, AAA-Sound)
- Монстри півдня — (багатоголосе закадрове озвучення, AAA-Sound)
- Пригоди Квака — (багатоголосе закадрове озвучення, AAA-Sound)
- Синя безодня — (багатоголосе закадрове озвучення, AAA-Sound)
- Трон ельфів — (багатоголосе закадрове озвучення, AAA-Sound)
- Смерть Сталіна — (багатоголосе закадрове озвучення, AAA-Sound)
- На межі світів — (багатоголосе закадрове озвучення, AAA-Sound)
- Піраньї Неаполя — (багатоголосе закадрове озвучення, AAA-Sound)
- Викрадачі шкарпеток — (багатоголосе закадрове озвучення, AAA-Sound)
- Афера по-французьки — (багатоголосе закадрове озвучення, AAA-Sound)
- Післявесільний розгром — (багатоголосе закадрове озвучення, AAA-Sound)
- Рок-табір 2: Фінальна битва — (дубляж, Le Doyen)
- G.I. Joe: Атака кобри 2 — (дубляж, Le Doyen)
- Аліса в країні чудес — (дубляж, Le Doyen)
- Люди в чорному 3 — Подружка Бориса (дубляж, Le Doyen)
- Феї: Таємниця чарівних крил — Стріла (дубляж, Le Doyen)
- Аладдін — Садіра (дубляж, Le Doyen)
- Суперсімейка 2 — Евелін Девор (дубляж, Le Doyen)
- Я номер чотири — Номер 6 (дубляж, Le Doyen)
- Всесвітня війна Z — Доктор Келлі (дубляж, Le Doyen)
- Пригоди Фліка — (дубляж, Le Doyen)
- Історія іграшок 4 — (дубляж, Le Doyen)
- Кік Бутовський: Розбишака з передмістя — (дубляж, Le Doyen)
- Прислуга — (дубляж, Le Doyen)
- Джек Річер — (дубляж, Le Doyen)
- Мачо і ботан — (дубляж, Le Doyen)
- На драйві — (дубляж, Le Doyen)
- Проти шторму — (дубляж, Le Doyen)
- Щасти, Чарлі! (1—2 сезони) — (дубляж, Le Doyen)
- Американський пиріг: Знову разом — (дубляж, Le Doyen)
- Мегамозок — (дубляж, Le Doyen)
- Супер 8 — (дубляж, Le Doyen)
- Обдарована — (дубляж, Le Doyen)
- Милі кості — (дубляж, Le Doyen)
- Люблю тебе, чувак — (дубляж, Le Doyen)
- Куди поділися Моргани? — (дубляж, Le Doyen)
- Клони — (дубляж, Le Doyen)
- Бурлеск — (дубляж, Le Doyen)
- Нічка жахів — (дубляж, Le Doyen)
- Згадати все (2012) — (дубляж, Le Doyen)
- Пробудження — (дубляж, Le Doyen)
- Рокетмен — (дубляж, Le Doyen)
- Розваги дорослих дівчат — (дубляж, Le Doyen)
- Одного разу в Римі — (дубляж, Le Doyen)
- Місія неможлива: Протокол Фантом — (дубляж, Le Doyen)
- Месники: Завершення — (дубляж, Le Doyen)
- Думками навиворіт — Відраза (дубляж, Le Doyen)
- Брати Джонас у Лос-Анджелесі — Стелла (дубляж, Le Doyen)
- Чужа молитва — (дубляж, Le Doyen)
- Три ікси: Реактивізація — (дубляж, Le Doyen)
- Три мушкетери — (багатоголосе закадрове озвучення, Le Doyen)
- Гас — (багатоголосе закадрове озвучення, Le Doyen)
- Пригоди Гулівера — Принцеса (дубляж, Постмодерн\Central Production International Group)
- Шпигунка — Карен Вокер (дубляж, Постмодерн)
- Скажені перегони — Ембер Херд (дубляж, Постмодерн)
- Форма води — Ілейн (дубляж, Постмодерн)
- Битва статей — (дубляж, Постмодерн)
- Нічні ігри — (дубляж, Постмодерн)
- Гонка — (дубляж, Постмодерн)
- Фейкові копи — (дубляж, Постмодерн)
- Суддя — (дубляж, Постмодерн)
- Загублена — (дубляж, Постмодерн)
- Найдовша подорож — (дубляж, Постмодерн)
- Голодні ігри: Переспівниця. Частина I — (дубляж, Постмодерн)
- Старий новий рік — (дубляж, Постмодерн)
- Безшлюбний тиждень — (дубляж, Постмодерн)
- Чому він? — (дубляж, Постмодерн)
- Ремпейдж — (дубляж, Постмодерн)
- Приховані фігури — (дубляж, Постмодерн)
- Це безглузде кохання — (дубляж, Постмодерн)
- Похмілля-2: З Вегаса до Бангкока — (дубляж, Постмодерн)
- Брудна кампанія за чесні вибори — (дубляж, Постмодерн)
- Персі Джексон: Море чудовиськ — (дубляж, Постмодерн)
- Мисливці на гангстерів — (дубляж, Постмодерн)
- Великий Гетсбі — (дубляж, Постмодерн)
- Вихід: Боги та царі — (дубляж, Постмодерн)
- Подалі від шаленої юрми — (дубляж, Постмодерн)
- Заручниця-3 — (дубляж, Постмодерн)
- Дедпул 2 — (дубляж, Постмодерн)
- Антураж — (дубляж, Постмодерн)
- Водій для копа — (дубляж, Постмодерн)
- Весільний погром — (дубляж, Постмодерн)
- Прихована краса — (дубляж, Постмодерн)
- Безсоромна мандрівка — (дубляж, Постмодерн)
- Пен: Подорож до Небувалії — (дубляж, Постмодерн)
- Атака титанів: Жорстокий світ — (дубляж, Постмодерн)
- Каліфорнійський дорожній патруль — (дубляж, Постмодерн)
- Першому гравцю приготуватися — (дубляж, Постмодерн)
- Заборонений прийом — (дубляж, Постмодерн)
- Як приборкати дракона — (дубляж, Постмодерн)
- До зустрічі з тобою — (дубляж, Постмодерн)
- 8 подруг Оушена — (дубляж, Постмодерн)
- Красуня на всю голову — (дубляж, Постмодерн)
- Королівський коргі — (дубляж, Постмодерн)
- Люди Ікс: Темний фенікс — (дубляж, Постмодерн)
- Джек — вбивця велетнів — Ізабелла (дубляж, Постмодерн)
- Монстр Хай — Френкі Штейн (дубляж, Постмодерн)
- Бременські розбишаки — Гретхен (дубляж, Постмодерн)
- Штрафник — (дубляж, Постмодерн)
- Мій маленький поні у кіно — Серенада, Лікс Сплітл (дубляж, Pie Post Production)
- Атомна блондинка — (дубляж, Pie Post Production)
- Завзяті шахраї — (дубляж, Pie Post Production)
- Ми — монстри — (дубляж, Pie Post Production)
- Пила 8 — (дубляж, Pie Post Production)
- Обітниця мовчання — (багатоголосе закадрове озвучення, Pie Post Production)
- Харві Мілк — (багатоголосе закадрове озвучення, Aurora Distribution)
- Пригоди Котигорошка та його друзів — (озвучення, Укранімафільм)
- Бабай — (озвучення, Укранімафільм)
- Моя країна — Україна — (озвучення, Новаторфільм)
- Чомуха — (озвучення, Студія Квартал-95)
- Скептик — Емі (озвучення, PrimeVision на замовлення К1)
- Легенди нічної варти — сова Гілфі (дубляж, Cinetype)
- На відстані кохання — (дубляж, Cinetype)
- Рок на сході — (дубляж, TOPFilm Distribution)
- Шеф Адам Джонс — (дубляж, TOPFilm Distribution)
- Гра на виживання — (дубляж, TOPFilm Distribution)
- Оз: Нашестя летючих мавп — (дубляж, TOPFilm Distribution)
- Самба — (багатоголосе закадрове озвучення, TOPFilm Distribution)
- Еверлі — (багатоголосе закадрове озвучення, TOPFilm Distribution)
- Сіністер 2 — (багатоголосе закадрове озвучення, TOPFilm Distribution)
- Драйвер на ніч — (багатоголосе закадрове озвучення, TOPFilm Distribution)
- Холостячки — (багатоголосе закадрове озвучення, TOPFilm Distribution)
- Убити посланця — (багатоголосе закадрове озвучення, TOPFilm Distribution)
- Статеве виховання — (багатоголосе закадрове озвучення, TOPFilm Distribution)
- З 5 до 7. Час коханців — (багатоголосе закадрове озвучення, TOPFilm Distribution)
- Ведмеді Буні: Таємнича зима — (багатоголосе закадрове озвучення, TOPFilm Distribution)
- Замбезія — (дубляж, Tretyakoff Production)
- Велике весілля — (дубляж, Tretyakoff Production)
- Гостя — (дубляж, Tretyakoff Production)
- Голем Лаймхаузу — (дубляж, Tretyakoff Production)
- Агент під прикриттям — (дубляж, Tretyakoff Production)
- Найп'янкіший округ у світі — (дубляж, Tretyakoff Production)
- Сайлент Хілл. Звільнення — (дубляж, Tretyakoff Production)
- Погоня — (дубляж, Tretyakoff Production)
- Шкіра, в якій я живу — (дубляж, Tretyakoff Production)
- Я, Алекс Кросс — (дубляж, Tretyakoff Production)
- Нестримні 2 — (дубляж, Tretyakoff Production)
- Спілка тварин — (дубляж, Tretyakoff Production)
- Не бійся темряви — (дубляж, Tretyakoff Production)
- Механік: Воскресіння — Джина Торн (дубляж, Tretyakoff Production)
- Знову вдома — (дубляж, Tretyakoff Production)
- Ліс привидів — (дубляж, Tretyakoff Production)
- Відважні — (дубляж, Tretyakoff Production)
- Провина — (дубляж, Tretyakoff Production)
- Ведмеді Буні: Таємниця цирку — (дубляж, Tretyakoff Production)
- Снігова битва — (дубляж, Tretyakoff Production)
- Війна богів — (дубляж, Tretyakoff Production)
- Конан-варвар — (дубляж, Tretyakoff Production)
- Веселі канікули — (дубляж, Tretyakoff Production)
- Гра в імітацію — (дубляж, Tretyakoff Production)
- Гарячі копи — (дубляж, Tretyakoff Production)
- Охоронець — (дубляж, Tretyakoff Production)
- Сховище — (дубляж, Tretyakoff Production)
- Очиська — (дубляж, Tretyakoff Production)
- Круті чуваки — (дубляж, Tretyakoff Production)
- За бортом — (дубляж, Tretyakoff Production)
- Злочинець — (дубляж, Tretyakoff Production)
- Сфера — (дубляж, Tretyakoff Production)
- Глибоководний горизонт — (дубляж, Tretyakoff Production)
- Вибивайло: Епічна сутичка — (дубляж, Tretyakoff Production)
- Кімната бажань — (дубляж, Tretyakoff Production)
- Таємниця будинку іграшок — (дубляж, Tretyakoff Production)
- Нові пригоди Аладдіна — (дубляж, Tretyakoff Production)
- Вуличні танці (всі частини) — (дубляж, Tretyakoff Production)
- Сутінки. Сага. Світанок: Частина перша — (дубляж, Tretyakoff Production)
- Дуже небезпечна штучка — (дубляж, Tretyakoff Production)
- Мерзенна вісімка — (дубляж, Tretyakoff Production)
- Пташині пригоди — (дубляж, Tretyakoff Production)
- Репродукція — (дубляж, Tretyakoff Production)
- Не твоє тіло — (дубляж, Tretyakoff Production)
- Глибинне зло — (дубляж, Tretyakoff Production)
- Перевізник: Спадщина — (дубляж, Tretyakoff Production)
- Відпадний препод 3 — (дубляж, Tretyakoff Production)
- Джим Гудзик і машиніст Лукас — (дубляж, Tretyakoff Production)
- Пітер Пен: У пошуках магічної книги — (дубляж, Tretyakoff Production)
- У пошуках Жар-Птиці — Олена Прекрасна (дубляж, Tretyakoff Production)
- Анна-детектив — (дубляж, Tretyakoff Production)
- Джульєтта — (багатоголосе закадрове озвучення, Tretyakoff Production)
- Мисливець з Уолл-стріт — (багатоголосе закадрове озвучення, Tretyakoff Production)
- На межі — (багатоголосе закадрове озвучення, Tretyakoff Production)
- Нокаут — (багатоголосе закадрове озвучення, Tretyakoff Production)
- У всьому винен єнот — (багатоголосе закадрове озвучення, Tretyakoff Production)
- Персональний покупець — (багатоголосе закадрове озвучення, Tretyakoff Production)
- Моя дівчина — монстр — (багатоголосе закадрове озвучення, Tretyakoff Production)
- Поганий Санта 2 — (багатоголосе закадрове озвучення, Tretyakoff Production)
- Планетаріум — (багатоголосе закадрове озвучення, Tretyakoff Production)
- Ті, що вижили — (багатоголосе закадрове озвучення, Tretyakoff Production)
- Дев'ять життів — (багатоголосе закадрове озвучення, Tretyakoff Production)
- Гра без правил — (багатоголосе закадрове озвучення, Tretyakoff Production)
- Медальйон — (багатоголосе закадрове озвучення, Tretyakoff Production)
- Порочна пристрасть — (багатоголосе закадрове озвучення, Tretyakoff Production)
- Ромовий щоденник — (багатоголосе закадрове озвучення, Tretyakoff Production)
- Крутий поворот — (багатоголосе закадрове озвучення, Tretyakoff Production)
- Наречений напрокат — (багатоголосе закадрове озвучення, Tretyakoff Production)
- Області темряви — (багатоголосе закадрове озвучення, Tretyakoff Production)
- Забери мою душу — (багатоголосе закадрове озвучення, Tretyakoff Production)
- Листи до Джульєтти — (багатоголосе закадрове озвучення, Tretyakoff Production)
- Пам'ятай мене — (багатоголосе закадрове озвучення, Tretyakoff Production)
- 4.3.2.1. — (багатоголосе закадрове озвучення, Tretyakoff Production)
- Новизна — (багатоголосе закадрове озвучення, Tretyakoff Production)
- Викрадення — (багатоголосе закадрове озвучення, Tretyakoff Production)
- Капітан Фантастік — (багатоголосе закадрове озвучення, Tretyakoff Production)
- Афера доктора Нока — (багатоголосе закадрове озвучення, Tretyakoff Production)
- За прірвою у житі — (багатоголосе закадрове озвучення, Tretyakoff Production)
- Загублене місто Z — (багатоголосе закадрове озвучення, Tretyakoff Production)
- Монстр в Парижі — (багатоголосе закадрове озвучення, Tretyakoff Production)
- Фархат: Чорний скорпіон — всі жіночі ролі (двоголосе закадрове озвучення, Tretyakoff Production)
- Друзі-янголи — всі жіночі ролі (двоголосе закадрове озвучення, Tretyakoff Production)
- Острів черепах — всі жіночі ролі (двоголосе закадрове озвучення, Tretyakoff Production)
- 11-11-11 — всі жіночі ролі (двоголосе закадрове озвучення, Tretyakoff Production)
- Теорія великого вибуху — (дубляж, CinemaSound Production)
- Матриця (3 частини) — (дубляж, CinemaSound Production)
- Остін Пауерс (2—3 частини) — (дубляж, CinemaSound Production)
- Земля привидів — (дубляж, CinemaSound Production)
- Поліцейський пес — (дубляж, CinemaSound Production)
- Почни спочатку — (дубляж, CinemaSound Production)
- Омен: Переродження — (дубляж, CinemaSound Production)
- Шалена місія в Маямі — (дубляж, CinemaSound Production)
- Червона спека — (дубляж, CinemaSound Production)
- Скелелаз — (дубляж, CinemaSound Production)
- Універсальний солдат — (дубляж, CinemaSound Production)
- Основний інстинкт — (багатоголосе закадрове озвучення, CinemaSound Production)
- Щось не так з тобою — (багатоголосе закадрове озвучення, CinemaSound Production)
- Кривий будиночок — (багатоголосе закадрове озвучення, CinemaSound Production)
- Згадати все (1990) — (багатоголосе закадрове озвучення, CinemaSound Production)
- Містер Штейн іде в онлайн — (багатоголосе закадрове озвучення, CinemaSound Production)
- Гарячі матусі — (дубляж, Cinemaker)
- План втечі — (дубляж, ТО ДіАр)
- Крик 4 — Джил (дубляж, ТО ДіАр)
- Голодні ігри — (дубляж, ТО ДіАр)
- Ронал-варвар — (багатоголосе закадрове озвучення, ТО ДіАр)
- Без компромісів — (дубляж, ТО ДіАр на замовлення Інтер-фільм)
- Альфа і Омега: Зубата братва — Альфа (дубляж, ТО ДіАр на замовлення Інтер-фільм)
- Мушкетери — (багатоголосе закадрове озвучення, ТО ДіАр на замовлення Інтер-фільм)
- Кохання та інші обставини — Емілія Грінліф (багатоголосе закадрове озвучення, ТО ДіАр на замовлення TOPFilm Distribution)
- Ми. Віримо у кохання — (багатоголосе закадрове озвучення, ТО ДіАр на замовлення TOPFilm Distribution)
- Санктум — (багатоголосе закадрове озвучення, ТО ДіАр на замовлення TOPFilm Distribution)
- Петля часу — (багатоголосе закадрове озвучення, ТО ДіАр на замовлення TOPFilm Distribution)
- Ворон — (багатоголосе закадрове озвучення, ТО ДіАр на замовлення TOPFilm Distribution)
- Клініка — (багатоголосе закадрове озвучення, Студія 1+1\Так Треба Продакшн)
- Клуб Вінкс (1—7 сезони) — (дубляж і багатоголосе закадрове озвучення, Студія 1+1\Так Треба Продакшн)
- Сліпа удача — (старий дубляж, Le Doyen\новий дубляж, Студія 1+1)
- Щоденник слабака (2—4 частини) — (дубляж, Студія 1+1\Постмодерн)
- Ілюзія обману (2 частини) — (багатоголосе закадрове озвучення, Так Треба Продакшн\дубляж, Tretyakoff Production)
- Скайлайн (2 частини) — (дубляж, AAA-Sound\багатоголосе закадрове озвучення, Так Треба Продакшн)
- Сім'янин — (багатоголосе закадрове озвучення, ISP Film\дубляж, Так Треба Продакшн)
- Крок уперед (всі частини) — (дубляж, Tretyakoff Production\багатоголосе закадрове озвучення, Так Треба Продакшн\двоголосе закадрове озвучення, Новий канал)
- Мушкетери — (багатоголосе закадрове озвучення, ТО ДіАр\двоголосе закадрове озвучення, Новий канал)
- Метод Хітча: Правила зйому — (дубляж, Студія 1+1\багатоголосе закадрове озвучення, Так Треба Продакшн)
- Паранормальне явище (3 частини) — (багатоголосе закадрове озвучення, Так Треба Продакшн\дубляж, Le Doyen)
- Обладунки Бога 3: Місія Зодіак — (дубляж, ТО ДіАр\багатоголосе закадрове озвучення, Так Треба Продакшн)
- Зоряні війни (збірка фільмів) — (багатоголосе закадрове озвучення, Студія ТВ+\дубляж, Le Doyen)
- Продукція «Гуртом» — (закадрове озвучення, Студія Омікрон\ТО Цікава ідея)
- Філософи — (кінотеатральний дубляж)
- Удача Лохана — (кінотеатральний дубляж)
- 2+1 — (багатоголосе закадрове озвучення)
- Рудо та Курсі — (багатоголосе закадрове озвучення)
- Теккен — (багатоголосе закадрове озвучення)
- Електра Люкс — (багатоголосе закадрове озвучення)
- Маркіз — (багатоголосе закадрове озвучення)
- Для неї — (багатоголосе закадрове озвучення)
- Ляпас — (багатоголосе закадрове озвучення)
- Один день — (багатоголосе закадрове озвучення)
- Вікінги — (багатоголосе закадрове озвучення)
- Більше, ніж друг — (багатоголосе закадрове озвучення)
- Як відбити наречену — (багатоголосе закадрове озвучення)
- Холодна війна — (багатоголосе закадрове озвучення)
- Любов у Берліні (деякі серії) — всі жіночі ролі (двоголосе закадрове озвучення)
- Будинок Глорії — всі жіночі ролі (двоголосе закадрове озвучення)
- Повітряні воїни — всі жіночі ролі (двоголосе закадрове озвучення)
- Мисливці на націстів — всі жіночі ролі (двоголосе закадрове озвучення)
- Санта здоровань — всі жіночі ролі (двоголосе закадрове озвучення)
- Мій друг містер Персіваль — всі жіночі ролі (двоголосе закадрове озвучення)
- Збірка радянських мультфільмів — всі жіночі ролі (двоголосе закадрове озвучення)
- Продукція «Dniprofilm» — (закадрове озвучення)

#### Російською мовою
- Луї — (російський дубляж, SDI Media Ukraine на замовлення Nickelodeon)
- Шоу Фреда — (російський дубляж, SDI Media Ukraine на замовлення Nickelodeon)
- Робот і монстр — (російський дубляж, SDI Media Ukraine на замовлення Nickelodeon)
- Історія Венделла і Вінні — (російський дубляж, SDI Media Ukraine на замовлення Nickelodeon)
- Як запалити — (російський дубляж, SDI Media Ukraine на замовлення Nickelodeon)
- Кращий гравець — (російський дубляж, SDI Media Ukraine на замовлення Nickelodeon)
- Бульки-гупі — Уна (російський дубляж, SDI Media Ukraine на замовлення Nickelodeon)
- Макс і Рубі — Луїза, Бабуля (російський дубляж, SDI Media Ukraine на замовлення Nickelodeon)
- Клуб Вінкс: Школа чарівниць (3—5 сезони, спецвипуски) — (російський дубляж, SDI Media Ukraine на замовлення Nickelodeon)
- Дивакуваті родичі — (російський дубляж, SDI Media Ukraine на замовлення Nickelodeon)
- Різдво з дивакуватими родичами — (російський дубляж, SDI Media Ukraine на замовлення Nickelodeon)
- Дуже дивний рай — (російський дубляж, SDI Media Ukraine на замовлення Nickelodeon)
- Тік-Так — (російський дубляж, SDI Media Ukraine на замовлення Nickelodeon)
- Вікторія-переможниця — (російський дубляж, SDI Media Ukraine на замовлення Nickelodeon)
- Зоряні війни: Шлях крізь всесвіт — (російський дубляж, ТО ДіАр на замовлення TOPFilm Distribution)
- Поля — (російський дубляж, ТО ДіАр на замовлення TOPFilm Distribution)
- Санктум — (російський дубляж, ТО ДіАр на замовлення TOPFilm Distribution)
- Надійні хлопці — (російський дубляж, ТО ДіАр на замовлення TOPFilm Distribution)
- Братва з джунглів — (російський дубляж, ТО ДіАр на замовлення TOPFilm Distribution)
- Головне — не боятися! — (російський дубляж, ТО ДіАр на замовлення TOPFilm Distribution)
- Кохання та інші обставини — (російський дубляж, ТО ДіАр на замовлення TOPFilm Distribution)
- Загін особливого призначення — (російський дубляж, ТО ДіАр на замовлення TOPFilm Distribution)
- Я теж тебе кохаю — (російський дубляж, ТО ДіАр на замовлення TOPFilm Distribution)
- Космополіс — (російський дубляж, ТО ДіАр на замовлення TOPFilm Distribution)
- Зникнення на 7-й вулиці — (російський дубляж, ТО ДіАр на замовлення TOPFilm Distribution)
- Астрал — (російський дубляж, ТО ДіАр на замовлення TOPFilm Distribution)
- Збірка промінців надії — (російський дубляж і російське багатоголосе закадрове озвучення, ТО ДіАр на замовлення TOPFilm Distribution)
- Виття Банши — (російське багатоголосе закадрове озвучення, ТО ДіАр на замовлення TOPFilm Distribution)
- Пастка для нареченої — (російське багатоголосе закадрове озвучення, ТО ДіАр на замовлення TOPFilm Distribution)
- Ми. Віримо у кохання — (російське багатоголосе закадрове озвучення, ТО ДіАр на замовлення TOPFilm Distribution)
- Таємничий знак — (російське багатоголосе закадрове озвучення, ТО ДіАр на замовлення TOPFilm Distribution)
- Французський транзит — (російський дубляж, TOPFilm Distribution)
- Побічна дія — Емілі Тейлор (російський дубляж, TOPFilm Distribution)
- З 5 до 7. Час коханців — (російський дубляж, TOPFilm Distribution)
- Спершу кохання, потім весілля — (російський дубляж, TOPFilm Distribution)
- Сіністер 2 — (російський дубляж, TOPFilm Distribution)
- Холостячки — (російський дубляж, TOPFilm Distribution)
- Вовки — (російський дубляж, TOPFilm Distribution)
- Призначення — (російський дубляж, TOPFilm Distribution)
- Залишені — (російський дубляж, TOPFilm Distribution)
- Самба — (російський дубляж, TOPFilm Distribution)
- Виходу немає — (російський дубляж, TOPFilm Distribution)
- Убити посланця — (російський дубляж, TOPFilm Distribution)
- Драйвер на ніч — (російський дубляж, TOPFilm Distribution)
- Останні лицарі — (російський дубляж, TOPFilm Distribution)
- Рок на сході — (російський дубляж, TOPFilm Distribution)
- Шеф Адам Джонс — (російський дубляж, TOPFilm Distribution)
- Подарунок — (російський дубляж, TOPFilm Distribution)
- Як кохатися по-англійськи — (російський дубляж, TOPFilm Distribution)
- Як спіймати монстра — (російський дубляж, TOPFilm Distribution)
- Еверлі — (російський дубляж, TOPFilm Distribution)
- Одержима — (російський дубляж, TOPFilm Distribution)
- Роботи — (російський дубляж, TOPFilm Distribution)
- Статеве виховання — (російський дубляж, TOPFilm Distribution)
- Кухар на колесах — (російський дубляж, TOPFilm Distribution)
- Ріо, я кохаю тебе — (російський дубляж, TOPFilm Distribution)
- Бачення — (російський дубляж, TOPFilm Distribution)
- Виклик — (російський дубляж, TOPFilm Distribution)
- Перевертень — (російський дубляж, TOPFilm Distribution)
- Круті яйця — (російський дубляж, TOPFilm Distribution)
- Аеротачки — (російський дубляж, TOPFilm Distribution)
- Гра на виживання — (російський дубляж, TOPFilm Distribution)
- Цей незручний момент — (російський дубляж, TOPFilm Distribution)
- Непрохані гості — (російський дубляж, TOPFilm Distribution)
- Ведмеді Буні: Таємнича зима — (російський дубляж, TOPFilm Distribution)
- Король мавп — (російський дубляж, TOPFilm Distribution)
- Оз: Нашестя летючих мавп — (російський дубляж, TOPFilm Distribution)
- Косяки — (російське багатоголосе закадрове озвучення, TOPFilm Distribution)
- Третя персона — (російське багатоголосе закадрове озвучення, TOPFilm Distribution)
- Прощавай, моя королево! — (російське багатоголосе закадрове озвучення, TOPFilm Distribution)
- Стеження — (російське багатоголосе закадрове озвучення, TOPFilm Distribution)
- Чорне море — (російське багатоголосе закадрове озвучення, TOPFilm Distribution)
- Шеф — (російське багатоголосе закадрове озвучення, TOPFilm Distribution)
- Бункер — (російське багатоголосе закадрове озвучення, TOPFilm Distribution)
- На гребені — (російське багатоголосе закадрове озвучення, TOPFilm Distribution)
- Афтершок — (російське багатоголосе закадрове озвучення, TOPFilm Distribution)
- Шукачі могил — (російське багатоголосе закадрове озвучення, TOPFilm Distribution)
- 360 — (російське багатоголосе закадрове озвучення, TOPFilm Distribution)
- Завдання — (російське багатоголосе закадрове озвучення, TOPFilm Distribution)
- Риба моєї мрії — (російське багатоголосе закадрове озвучення, TOPFilm Distribution)
- Під шкірою — (російське багатоголосе закадрове озвучення, TOPFilm Distribution)
- Зіркова карта — (російське багатоголосе закадрове озвучення, TOPFilm Distribution)
- Ровер — (російське багатоголосе закадрове озвучення, TOPFilm Distribution)
- Холостячки у Вегасі — (російське багатоголосе закадрове озвучення, TOPFilm Distribution)
- Повернути відправнику — (російське багатоголосе закадрове озвучення, TOPFilm Distribution)
- Бабай — (російський дубляж, Tretyakoff Production)
- Механік: Воскресіння — Джина Торн (російський дубляж, Tretyakoff Production)
- Погоня за ураганом — (російський дубляж, Tretyakoff Production)
- Тілоохоронець кілера — (російський дубляж, Tretyakoff Production)
- Тюльпанова лихоманка — (російський дубляж, Tretyakoff Production)
- Викрадення — (російський дубляж, Tretyakoff Production)
- Автобан — (російський дубляж, Tretyakoff Production)
- Скайлайн 2 — (російський дубляж, Tretyakoff Production)
- Злочинець — (російський дубляж, Tretyakoff Production)
- І сміх, і гріх — (російський дубляж, Tretyakoff Production)
- Таємне життя комах — (російський дубляж, Tretyakoff Production)
- Снігова битва — (російський дубляж, Tretyakoff Production)
- Ведмеді Буні: Таємниця цирку — (російський дубляж, Tretyakoff Production)
- Санта і компанія — (російський дубляж, Tretyakoff Production)
- За подих від тебе — Анна (російський дубляж, CinemaSound Production)
- План втечі (2—3 частини) — (російський дубляж, CinemaSound Production)
- Поліцейський пес — (російський дубляж, CinemaSound Production)
- Завзяті шахраї — (російський дубляж, CinemaSound Production)
- Земля привидів — (російський дубляж, CinemaSound Production)
- Метелик — (російський дубляж, CinemaSound Production)
- Мій янгол — (російський дубляж, CinemaSound Production)
- Зої — (російський дубляж, CinemaSound Production)
- М'ята — (російський дубляж, CinemaSound Production)
- 22 милі — (російський дубляж, CinemaSound Production)
- Істерія — (російський дубляж, CinemaSound Production)
- Патрік — (російський дубляж, CinemaSound Production)
- Світ тварин — (російський дубляж, CinemaSound Production)
- Школа (фільм) — (російський дубляж, CinemaSound Production)
- Я все ще бачу тебе — (російський дубляж, CinemaSound Production)
- Еліот — найменше оленя Санти — (російський дубляж, CinemaSound Production)
- Ідеальна пастка — (російський дубляж, CinemaSound Production)
- Казка на ніч — (російський дубляж, CinemaSound Production)
- Почни спочатку — (російський дубляж, CinemaSound Production)
- Холодна помста — (російський дубляж, CinemaSound Production)
- 30 шалених бажань — (російський дубляж, CinemaSound Production)
- Рембо 5: Остання кров — (російський дубляж, CinemaSound Production)
- Абсолютно нові пригоди Аладдіна — (російський дубляж, CinemaSound Production)
- Велотачки — (російський дубляж, CinemaSound Production)
- Мослі — (російський дубляж, CinemaSound Production)
- Снігові перегони — (російський дубляж, CinemaSound Production)
- Отруйна троянда — (російський дубляж, CinemaSound Production)
- Доміно — (російський дубляж, CinemaSound Production)
- Ібіца — (російський дубляж, CinemaSound Production)
- 21 міст — (російський дубляж, CinemaSound Production)
- Три секунди — (російський дубляж, CinemaSound Production)
- Шахрайки з Волл-стріт — (російський дубляж, CinemaSound Production)
- Грай або помри — (російський дубляж, CinemaSound Production)
- Мистецтво обману — (російський дубляж, CinemaSound Production)
- Падіння янгола — (російський дубляж, CinemaSound Production)
- Офіцер і шпигун — (російський дубляж, CinemaSound Production)
- Гарячі матусі — (російський дубляж, Cinemaker)
- Час пригод — (російський дубляж, Постмодерн)
- Серце на долоні — (російський дубляж, Так Треба Продакшн)
- Програми «Da Vinci Learning» — (російське багатоголосе закадрове озвучення, Так Треба Продакшн)
- Забуті — (російське багатоголосе закадрове озвучення, Так Треба Продакшн на замовлення НТН)
- Мисливці за привидами — всі жіночі ролі (російське двоголосе закадрове озвучення, Так Треба Продакшн на замовлення Sony Sci-Fi)
- Великі мрійники — (російське озвучення, Film.UA\Signal Red)
- Разом назавжди — закадровий текст, епізоди (російське озвучення, Film.UA)
- Черговий лікар — другорядні жіночі ролі (російський дубляж, Film.UA)
- Школа — Лола (російський дубляж, Студія 1+1)
- Папараці — Юля (російське озвучення, 1+1 Продакшн на замовлення 1+1)
- Одруження наосліп — всі жіночі ролі (російське озвучення, 1+1 Продакшн на замовлення 1+1)
- Ульотний рейс — (російський дубляж, Plantation Studio)
- Груффало — (російський дубляж, Plantation Studio)
- Чомуха — (російське озвучення, Студія Квартал-95)
- Свинка Шмепа — (російське озвучення, Студія Квартал-95)
- Королева півдня — (російське багатоголосе закадрове озвучення, Кіт)
- Кордон слідчого Савельєва — (російське озвучення, Pyramid)
- Бабка — (російське озвучення, СВО\Армада Філмз)
- Тиждень моди з Дариною Шаповаловою — всі жіночі ролі (російське озвучення, Перший Медіа Холдинг)
- Пригоди Котигорошка та його друзів — (російське озвучення, Укранімафільм)
- Распутін — (російський дубляж)
- 2+1 — (російське багатоголосе закадрове озвучення)
- Місто пороку — (російське багатоголосе закадрове озвучення)
- Залізна людина 2 — всі жіночі ролі (російське двоголосе закадрове озвучення)
- Темний оракул — всі жіночі ролі (російське двоголосе закадрове озвучення)
- Фальшива личина — всі жіночі ролі (російське двоголосе закадрове озвучення)
- Воно — всі жіночі ролі (російське двоголосе закадрове озвучення)
- Фенікс — всі жіночі ролі (російське двоголосе закадрове озвучення)
- Табір «X-Ray» — всі жіночі ролі (російське двоголосе закадрове озвучення)
- Стрінгер — всі жіночі ролі (російське двоголосе закадрове озвучення)
- Дракони Нью-Йорку — всі жіночі ролі (російське двоголосе закадрове озвучення)
- Інтерв'ю — всі жіночі ролі (російське двоголосе закадрове озвучення)
- Репортаж 2 — всі жіночі ролі (російське двоголосе закадрове озвучення)
- Хранитель — всі жіночі ролі (російське двоголосе закадрове озвучення)
- Проклята — всі жіночі ролі (російське двоголосе закадрове озвучення)
- Вмираюче світло — всі жіночі ролі (російське двоголосе закадрове озвучення)
- Будь-який день — всі жіночі ролі (російське двоголосе закадрове озвучення)
- Універсальний солдат 3: Відродження — всі жіночі ролі (російське двоголосе закадрове озвучення)
- Продукція «Ideafilm»\"Gears Media" — (російське закадрове озвучення)
- Колекція комп'ютерних ігор — (російське озвучення)

#### Озвучування реклами
- «Ламікон»
- «Магне Б6»
- «Файна Таун»
- тощо